# Hjul

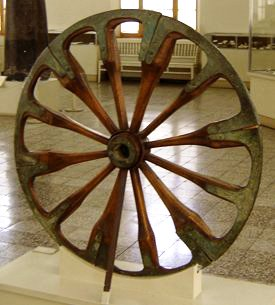
Ett tolvekrat hjul som daterats till ca 1300 f.Kr.

Ett hjul är en cirkel-, torus- eller cylinderformad konstruktion för att underlätta en linjär rörelse, eller omvandla en linjär rörelse till rotationsrörelse. Hjulet används bland annat för att stödja ett fordon i rörelse (vagnshjul), överföra krafter (kugghjul) och bevara energi (svänghjul). Hjulet brukar anses som en av mänsklighetens äldsta uppfinningar och räknas som en av de fem enkla maskinerna.

## Mekanik
Att flytta en farkost med ett eller flera hjul kräver på jämnt underlag inte lika stort arbete som när en släde dras för hand över bar mark. Ett hjul kan dessutom ha en styrande funktion som hos järnvägshjul eller flänshjul.
Ett hjul i rörelse har alltid någon form av mekaniskt moment. Rotationen uppstår när det finns vridmoment som verkar på hjulet eller om hjulet har lagrat rörelsemängdsmoment. Det motsatta gäller också: på ett stillastående hjul verkar inget moment.  Ett roterande hjul stretar emot vissa rörelser, eller balanserar sig själv (jämför gyroskop, tröghet).
Ett hjul kan användas för att lagra energi, vilket används vid stora anläggningar som är effektkrävande, exempelvis för att framställa starka magnetfält. Med hjälp av elektricitet kan hjulet "laddas upp" (roteras) under en lång tid utan att belasta det känsliga elnätet. Rotationsenergin kan sedan återomvandlas till elektricitet på mycket kort tid, vilket ger en hög effekt.

## Historia
Hjulet är en gammal uppfinning och var och när det uppfanns är okänt. Uppfinningarnas bok från 1875 vågar inte ens gissa, men vet att det var känt i antikens Grekland samt i Egypten och hos judarna i Gamla testamentet. Femtio år senare visste man att hjulet var känt i Skandinavien på bronsåldern. Länge antogs hjulet ha sitt ursprung i Mesopotamien, där man har funnit en drejskiva med axel som är 6000 år gammal.
Boken The Horse, the Wheel, and Language (2007, se engelska Wikipedia) sätter hjulets uppfinning i samband med tämjandet av hästen, båda hos jamnakulturen norr om Svarta havet. Detta nomadiska herdefolk ska sedan hastigt ha spritt häst, hjul och indoeuropeiska språk i olika väderstreck. Spridningen har förbryllat arkeologin, eftersom hjulet synbarligen infördes runt 3500 år f.Kr. på flera håll i stort sett samtidigt – i Mesopotamien, i norra Kaukasus och i Centraleuropa.

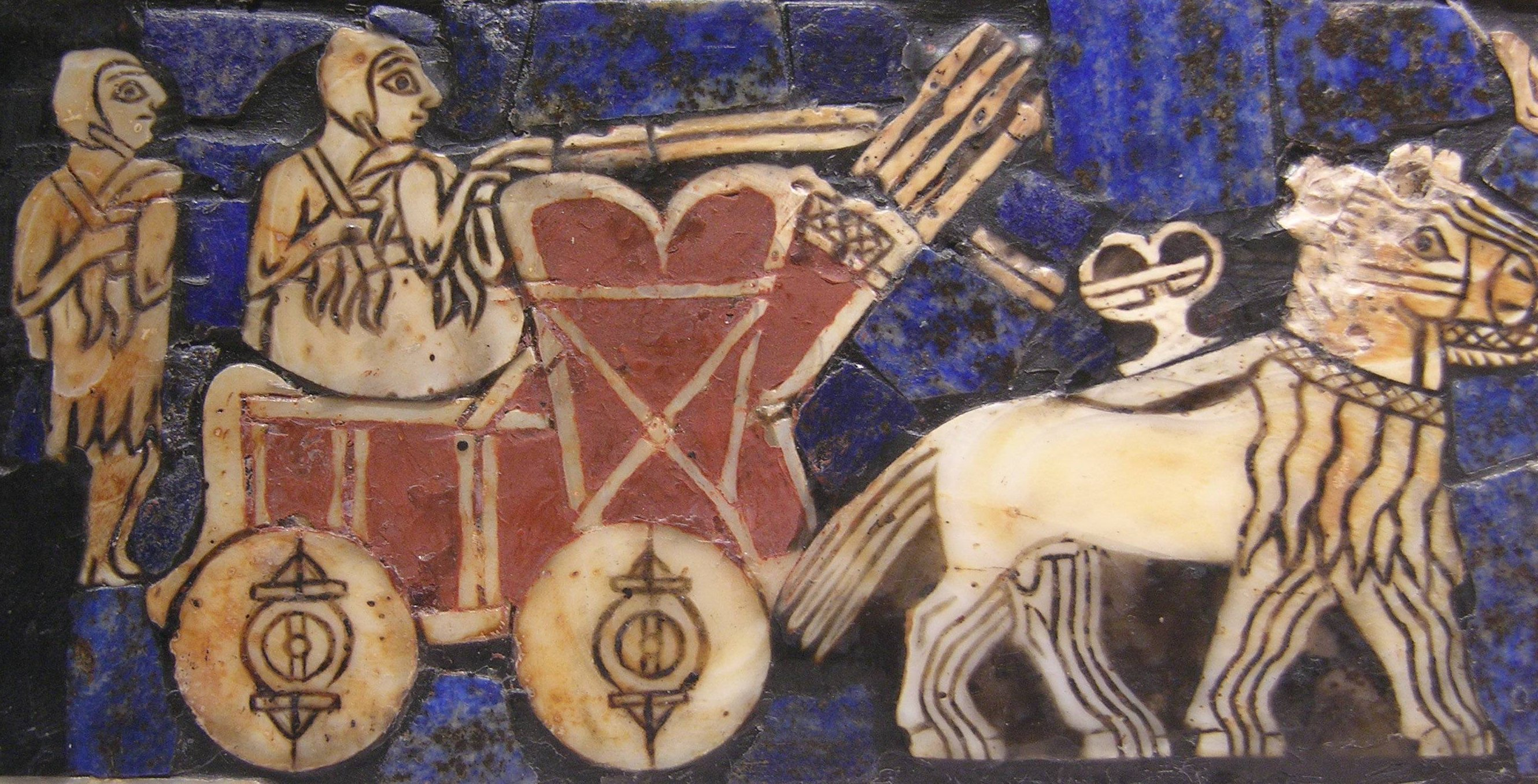
Bild av en vagn dragen av en halvåsna vid det Sumeriska "slaget om Ur" (ca. 2500 f.Kr.)

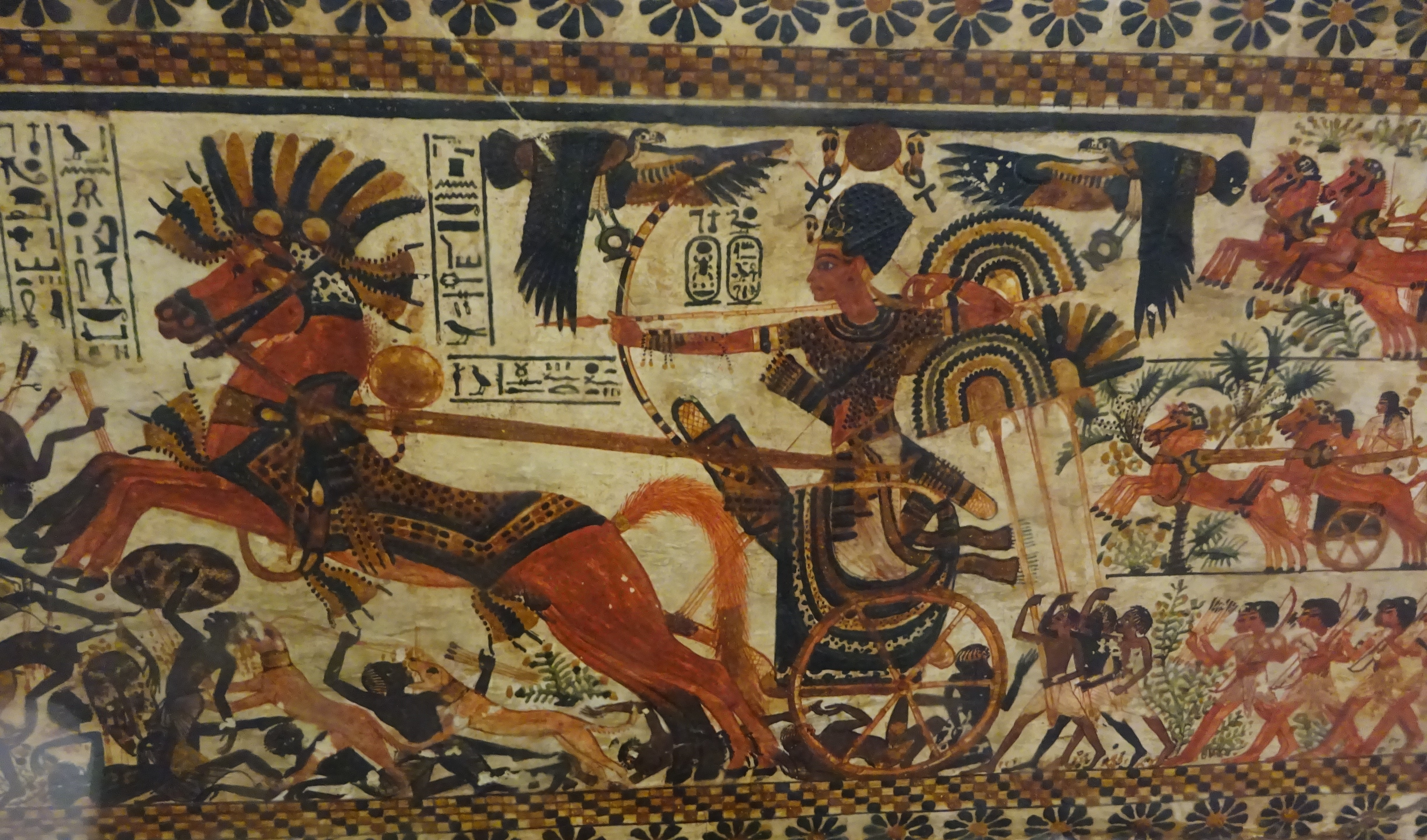
Tutankhamon i stridsvagn med ekrar.

Farao Tutankhamon, som tillhörde 18:e dynastin i Nya riket, begravdes 1323 f.Kr. med stridsvagnar av den typ som syns på bilden. Hjulet var då redan en 2000 år gammal uppfinning och man hade lärt sig att göra hjul med ekrar. När farao Cheops i 4:e dynastin begravdes 2580 f.Kr. i den stora pyramiden i Giza, hade hjulet och tamhästen, trots att de var nära tusen år gamla, troligen ännu inte nått Egypten. Den äldsta kända egyptiska avbildningen av vagnar är från 5:e dynastin. Den tidigaste häst som hittats i Egypten är från 1675 f.Kr.
Drejskivor och sliphjul för jadebearbetning fanns i södra Kina redan cirka 3 500 f.Kr. Man har funnit leksaker för barn som innehåller hjullika konstruktioner, och dessa dateras till år 1500 f.Kr.  
Det bör finnas någon form av väg för att få bäst nytta av hjulförsedda vagnar, eftersom det är svårt att ens med hästar komma fram med vagnar i ojämn terräng eller i terräng med grov vegetation. Slädtransporter vintertid sparade därför oftast i äldre tid mycket mer energi än transporter med hjulförsedda vagnar, och i Norden dröjde det länge innan vagnen fick något bredare genombrott. Fortfarande på 1800-talet fanns i Sverige (och värre i Norge) betydelsefulla sträckor där man fick klövja, fästa lasten på hästryggen och vara utan vagn.
På 1800-talet kom flera revolutioner i nytta av hjulet. En var järnvägen (spårbanor hade dock funnits redan under antiken). En annan var John Loudon McAdams uppfinning makadam från början av 1800-talet. Vägbyggen och järnvägsbyggen med makadam innebar att landtransporter blev tillförlitliga oavsett väderlek året runt, vilket möjliggjorde industrialiseringen och därmed dagens materiellt höga levnadsstandard. En tredje revolutionerande innovation var det luftfyllda däck (hjul)et som uppfanns på 1880-talet.
Inte heller har den biologiska evolutionen på makronivå utvecklat organismer med de energifördelar hjulet ger om man bortser från vissa spindelarter som rullar ihop sig till en rund boll och flyr undan vid angrepp. På en mikronivå finns dock bakterier vilka är miljoner år gamla.
Ett typiskt trähjul från början av 1900-talet består främst av följande komponenter: bössa, nav, ekrar, löt, samt hjulring.